# آستین (شیکاگو)
آستین (به انگلیسی: Austin) یک منطقهٔ مسکونی در ایالات متحده آمریکا است که در شیکاگو واقع شده‌است. آستین ۱۸٫۵۴ کیلومتر مربع مساحت و ۹۶٬۵۵۷ نفر جمعیت دارد.